# Douglas C-74 Globemaster
Pour les articles homonymes, voir C74 et Globemaster.
Le Douglas C-74 Globemaster est un avion de transport lourd américain conçu dans les années 1940 par la Douglas Aircraft Company et construit dans son usine de Long Beach en Californie. Le développement de l'avion commence après l'attaque japonaise de Pearl Harbor ; les grandes distances à franchir à travers l'Atlantique et plus particulièrement le Pacifique sont à l'origine du besoin d'un tel avion cargo. L'avionneur Douglas répond à la demande en 1942 avec un projet de quadrimoteur de grandes dimensions. En raison des problèmes de développement et des modifications requises pour la mise en production, le premier vol du prototype n'a lieu que le 5 septembre 1945 et la production est limitée à 14 appareils, après l'annulation du contrat à la suite de la victoire sur le Japon.
Le C-74 est conçu pour transporter 125 hommes de troupe ou plus de 22 tonnes de marchandises sur une distance de 5 500 km ; sa motorisation consiste en quatre moteurs en étoile Pratt & Whitney R-4360 Wasp Major de 3 250 ch de puissance unitaire et sa vitesse maximale dépasse les 500 km/h. Bien que n'étant pas produit en grand nombre, le Globemaster répond au besoin d'avion de transport stratégique à long rayon d'action et sert de base au développement du C-124 Globemaster II, qui reprend ultérieurement ce rôle. Le C-74 entre en service en 1946 au sein de l'Air Transport Command qui deviendra le Military Air Transport Service deux ans plus tard. Comme les appareils vieillissent rapidement, ils ne sont utilisés que quelques années et sont retirés du service entre 1955 et 1956 ; certains sont revendus sur le marché civil et le dernier est retiré à la fin des années 1960.

## Conception et développement
Début 1942, la division de Santa Monica de la Douglas Aircraft Company commence à étudier un avion de transport capable de satisfaire aux besoins militaires logistiques des États-Unis. L'avion de son « C-74 Project Group » (groupe de projet C-74), utilise comme base le DC-4 de l'avionneur et cherche à améliorer ses capacités. La philosophie de conception du groupe est de construire un appareil « sans fioriture », pouvant emporter la plupart des gros équipements de l'armée de terre, dont des chars légers, deux obusiers de 105 mm avec leurs véhicules de tractage, deux bulldozers et des véhicules utilitaires plus légers. L'avion devient le modèle 415 et un contrat de plus de 50 millions de dollars est signé le 25 juin 1942, portant sur la livraison de 50 appareils et une cellule d'essais statiques. Initialement, il est prévu que l'avion soit motorisé par des Wright R-3350 ; toutefois, en raison de la taille de l'avion et de problèmes de développement des moteurs, l'avionneur décide de les remplacer par des Pratt & Whitney R-4360-27, plus puissants. Les désignations XC- ou YC-74, réservées aux prototypes et avions de présérie, ne sont pas attribuées.
Le premier C-74 (serial 42-65402) est construit à l'usine Douglas de Long Beach et achevé en juillet 1945. Le 5 septembre, peu après 15 h, il effectue son premier vol, d'une durée de 79 minutes, avec Ben Howard aux commandes. Avec une masse au décollage de 78 tonnes, il est alors le plus gros avion terrestre à avoir volé. Il peut emporter 125 hommes de troupe ou une charge cargo de 21 840 kg sur une distance de 5 500 km. L'une des caractéristiques notables du C-74 est la disposition du cockpit avec deux verrières au-dessus du pilote et du copilote, une disposition semblable à celle du XB-42 Mixmaster. Cet arrangement n'est toutefois pas apprécié des équipages et les appareils sont par la suite modifiés avec un cockpit plus conventionnel ; de plus, les moteurs R-4360-27 sont remplacés par des R-4360-69 de 3 250 ch,,. Le C-74 est plus long de 9,4 m que le C-54 Skymaster, et 7,3 m que le futur C-118 Liftmaster.
Le deuxième appareil construit (serial 42-65403, c/n 13914) s'écrase au cours d'un vol d'essai le 5 août 1946 à Torrance, en Californie ; il perd des morceaux de voilure après avoir été soumis à un facteur de charge trop élevé,,. Les quatre membres d'équipage parviennent à quitter l'avion,,. Le quatrième avion est destiné aux essais statiques sur le Wright Field, dans l'Ohio, et tous ses éléments sont testés jusqu'à la destruction entre août 1946 et novembre 1948. Ceci permet de déterminer la résistance structurale de chaque composant la structure. Le cinquième appareil est modifié pour servir de prototype pour le C-124 Globemaster II et reçoit alors la désignation « YC-124 » ; le nouvel avion réutilise la voilure du C-74 mais dispose d'un fuselage plus grand,. Le nouvel avion remplace rapidement le C-74.
Douglas a l'intention d'adapter son C-74 en avion de ligne une fois la guerre terminée et la Pan American World Airways commence les négociations en 1944. Cet avion est désigné DC-7 par l'avionneur (modèle 415A) et surnommé « Clipper Type 9 » par la Pan Am ; il doit avoir une capacité de 108 passagers,. La compagnie aérienne envisage de l'utiliser sur les routes intercontinentales entre New York, Rio de Janeiro et d'autres villes. La version d'avion de ligne diffère de celle de transport militaire par son fuselage pressurisé ; la cabine doit être aménagée avec un bar-salon, une salle à manger et des couchettes pour les vols de nuit. En juin 1945, Douglas reçoit une commande de la Pan Am portant sur 26 appareils,.
À la fin de la guerre, comme l'armée n'a plus besoin d'avions militaires supplémentaires, la commande de 50 appareils est annulée en janvier 1946 après la production de seulement 14 Globemaster. Cette annulation met également fin au projet d'avion de ligne dérivé du C-74 étant donné que la production limitée d'avions militaires conduit à l'augmentation du coût unitaire qui passe à plus de 1 412 000 dollars, ce qui pousse la Pan Am à annuler sa commande. Douglas abandonne la désignation DC-7, qui sera ultérieurement reprise pour un projet d'avion de ligne différent, dérivé du DC-6 et qui fait son apparition au début des années 1950 ; ce nouveau Douglas DC-7 ne doit désormais plus rien au C-74,,.

## Descriptif technique
Le C-74 Globemaster est un avion de construction entièrement métallique doté d'une voilure droite de 52,81 m d'envergure, en position basse par rapport au fuselage. L'avion est motorisé par quatre moteurs en étoile Pratt & Whitney R-4360-69 de 28 cylindres, chaque moteur développant une puissance de 3 250 ch et entraînant une hélice à quatre pales,. Des passages sont aménagés dans les ailes pour permettre de réaliser quelques opérations d'entretien et des réparations mineures en vol. L'empennage du C-74 est conventionnel, en « T » inversé et le fuselage, long de 37,85 m, dispose de hublots sur toute sa longueur. Au sol, le poids de l'avion est réparti sur un train d'atterrissage de type tricycle ; il est composé d'un diabolo à deux roues pour le train avant, et de deux bogies à deux roues pour le train principal, placés sous les ailes et se logeant dans les nacelles des moteurs intérieurs lorsque le train est rentré. Pour améliorer les performances au décollage et à l'atterrissage, le C-74 dispose de volets Fowler sur toute la longueur du bord de fuite de l'aile ; le contrôle en roulis est assuré par des destructeurs de portance (spoilers) placés sur l'extrados, près des extrémités des ailes.
L'équipage du C-74 est constitué de six membres : pilote, copilote, opérateur radio, navigateur, ingénieur de vol et technicien de chargement ; des zones de repos sont utilisées lors de longues missions. Dans sa soute cargo, d'un volume de 192,5 m3 (6 800 pi3), l'avion peut emporter soit 125 hommes de troupe avec leur équipement, soit 115 civières avec les assistants médicaux, ou soit 22 700 kg de fret ; la soute est suffisamment large pour accueillir deux Jeep de front. Le chargement de l'avion peut se faire par une porte cargo latérale, située à l'avant du fuselage sur le côté gauche, ou par une trappe ventrale ; l'utilisation de cette dernière ne nécessite pas d'équipement au sol. À l'intérieur de l'avion, la soute cargo est équipée de deux treuils qui glissent le long d'un rail sur toute la longueur de la soute,.

## Histoire opérationnelle

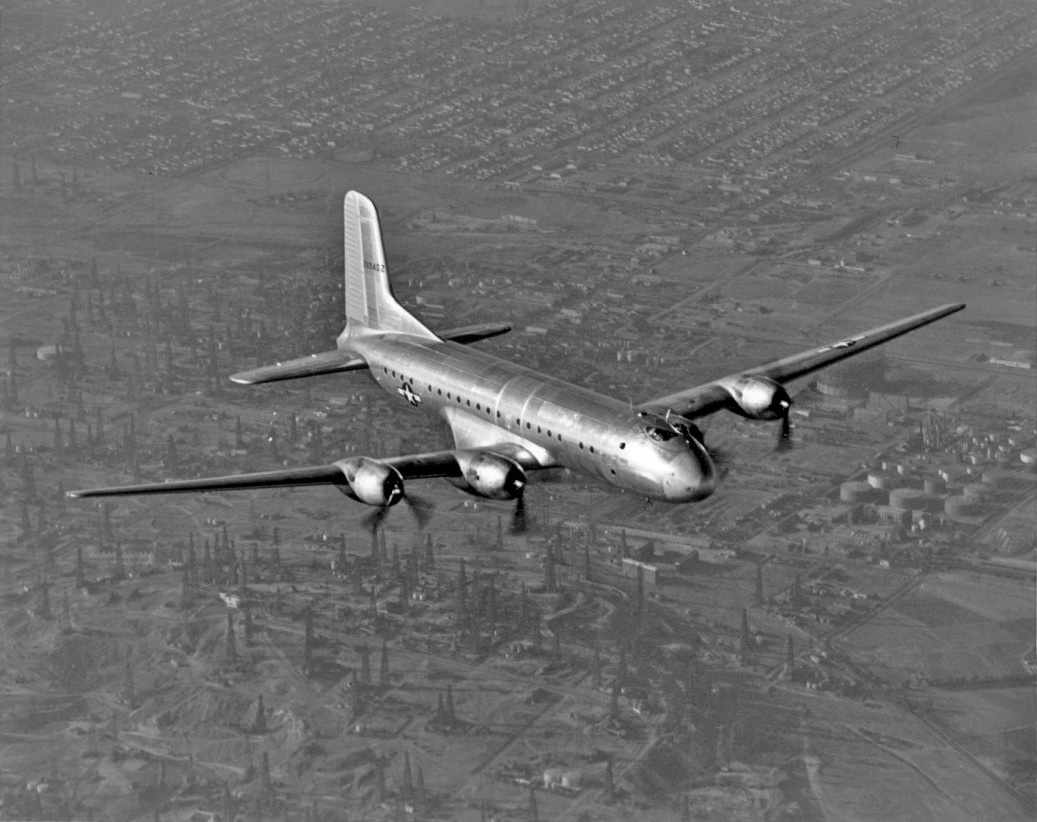
Un C-74 Globemaster volant au-dessus de Long Beach, en Californie.

Sur les 14 Globemaster construits, seuls 11 entrent en service opérationnel ; pour les trois autres appareils, l'un a été détruit lors d'un accident, le deuxième a servi de cellule d'essais statiques et le troisième a été converti en YC-124,. Ils sont tous utilisés par l'Air Transport Command (ATC) des United States Army Air Forces, puis par le Military Air Transport Service (MATS) de la United States Air Force. En raison du petit nombre d'avions construits, la capacité de la flotte de C-74 est limitée ; cependant, l'avion permet à l'Air Force de gagner de l'expérience en matière d'utilisation de grands avions de transport.

### Mise en service
L'escadron de C-74 est activé dans le cadre du « C-74 Project » le 5 septembre 1946. Cette unité est rattachée à la 554th Army Air Forces Base Unit, basée sur l'aéroport de Memphis, dans le Tennessee, qui fait partie de l'Air Transport Command des USAAF. La mission de l'escadron consiste à réaliser des vols cargos sans escale entre Fairfield-Suisin (future Travis Air Force Base) et Washington (district de Columbia), établir un programme de vol pour accumuler 300 heures de service avec les moteurs R-4360-27 initiaux du Globemaster le plus rapidement possible, récolter et enregistrer toute donnée technique issue des essais réalisés avec le C-74 et entraîner les membres d'équipage et les mécaniciens pour pouvoir réaliser ces essais ; le moteur R-4360 étant réservé aux B-35 et B-36, l'Air Materiel Command est particulièrement désireux d'obtenir les résultats des essais. De plus, l'escadron a également pour but d'établir des techniques et des procédures de chargement, de définir les procédures d'arrimage, de mettre au point les techniques d'évacuation d'urgence de l'équipage et celles de chargement et de déchargement du fret,.
Ce programme est conçu pour la mise au point de l'avion avant qu'il ne soit mis en service. Le personnel qui doit réaliser ces essais doit être entraîné par des membres d'équipage et des techniciens, ces derniers préalablement formés sur le C-74 sur la base de Wight Field ou à l'usine Douglas de Long Beach. Environ 30 vols transcontinentaux sont prévus au cours du programme. En octobre 1946, l'escadron est transféré à Morrison Field, en Floride ; ce transfert est dû au fait que les pistes du terrain de Memphis ne sont pas suffisamment renforcées pour supporter le poids du C-74, qui provoque des petites fissures dans le béton. Les opérations comprennent deux voyages de Morrison Field vers Albrook Field, au Panama, faisant appel à la base de Río Hato comme terrain de déroutement. En 1947, les 2nd et 3rd Air Transport Group (provisoires) sont formés et le C-74 est déclaré opérationnellement prêt. Dans le sud des États-Unis, des missions humanitaires comprenant le secours aux zones sinistrées par des inondations ou des ouragans, sont réalisées en 1947,.

### Opérations avec le MATS
Morrison Field est fermé le 1er juillet 1947 et les deux unités provisoires sont désactivées ; les avions et le personnel sont réassignés à Brookley Field (en), dans l'Alabama. Le 1er juin 1948, le Military Air Transport Service (MATS) est formé par la fusion de l'Air Transport Command de l'Air Force et du Naval Air Transport Service (en) de la Navy. Dans le MATS, tous les Globemaster sont assignés à la division Atlantique,.
Une fois en service opérationnel, les C-74 commencent à être utilisés sur des itinéraires réguliers du MATS, entre la fin des années 1940 et le milieu des années 1950. Les routes utilisées sont les suivantes, au départ de la base de Brookley : la « Panaméenne », vers Albrook Air Force Base (AFB), au Panama ; la « portoricaine » à destination de Ramey AFB, à Porto Rico ; la « hawaïenne », vers Hickam AFB, à Hawaï, avec une escale à Fairfield-Suisin AFB, en Californie ; la « Johnathan », à destination de Kelly AFB, au Texas, de McClellan AFB, en Californie, McChord AFB (État de Washington) et Elmendorf AFB (Alaska) ; une vers Casablanca-Anfa, au Maroc français, et vers Wheelus Air Base, en Libye ; une dernière à destination de l'aéroport de Keflavik, en Islande, et de RAF Manston, en Angleterre,.
De plus, des vols de soutien logistique pour le Strategic Air Command (SAC) et le Tactical Air Command (TAC) envoient le Globemaster en Afrique du Nord, au Moyen-Orient, en Europe, dans les Caraïbes et à travers des États-Unis. Deux C-74 sont utilisés pour l'appui du premier vol d'un F-84 Thunderjet à travers l'océan Pacifique, vers le Japon. Le SAC continue d'utiliser les Globemaster pour transférer les groupes de bombardements moyens utilisant le B-47 Stratojet, vers l'Europe et le Maroc, dans le cadre de l'opération REFLEX.

### Pont aérien de Berlin

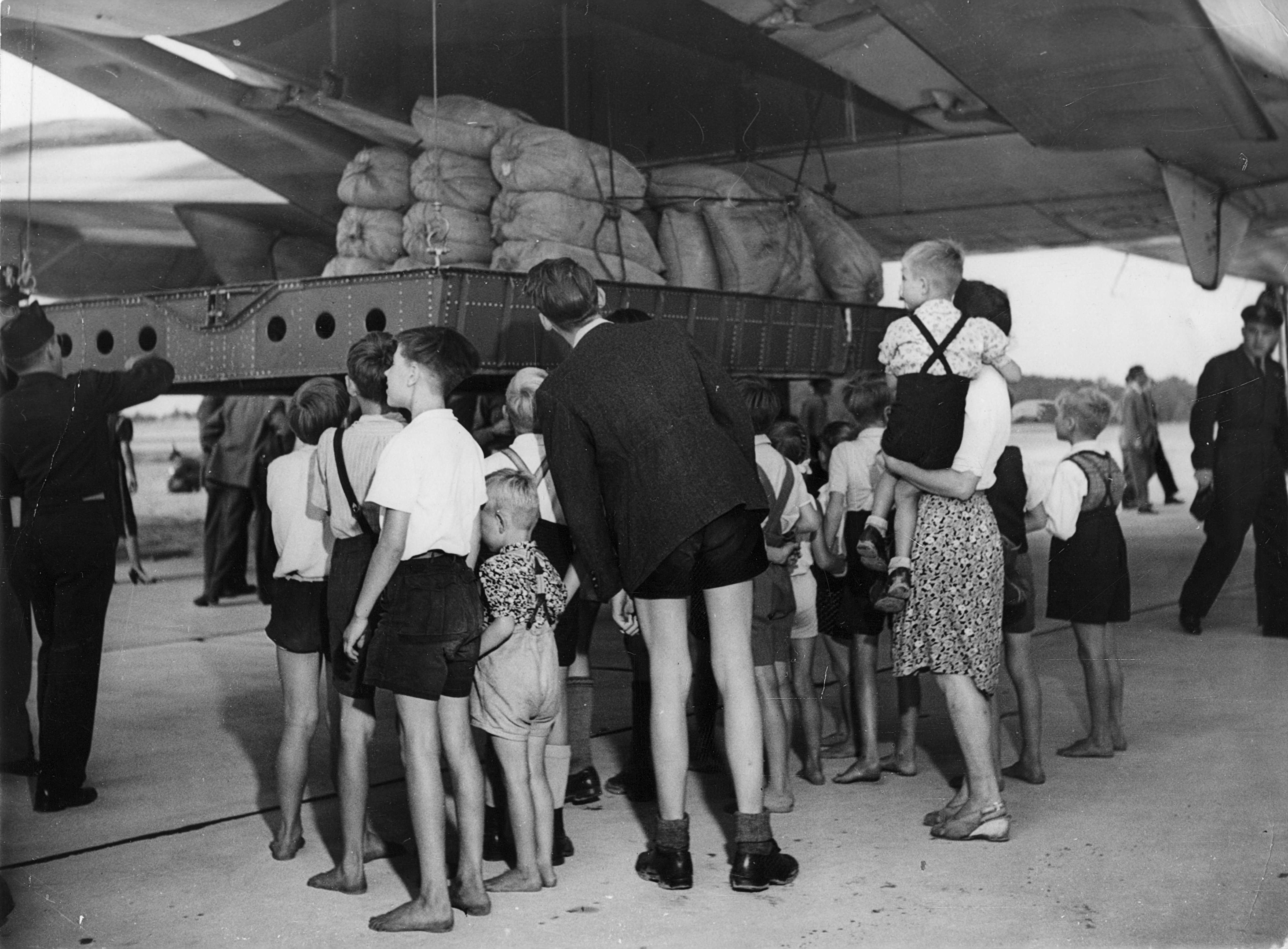
Déchargement d'un C-74 par la trappe du dessous du fuselage, à Gatow Airfield, lors du pont aérien sur Berlin-Ouest.

Au cours du pont aérien sur Berlin-Ouest, un unique Globemaster (serial 42-65414) arrive à Rhein-Main Air Base le 14 août 1948 et atterrit pour la première fois le 17 août à Gatow Airfield (en), dans le secteur britannique, amenant 20 tonnes de farine,,. Au cours des six semaines suivantes, le Globemaster réalise 24 missions vers la ville livrant 559 700 kg de marchandises. Plusieurs records du domaine du transport aérien sont battus par l'équipage de l'appareil, lors de l'opération Vittles. Le C-74 est l'un des deux avions de grande capacité, pouvant transporter des charges lourdes et volumineuses, à être utilisé lors du pont aérien de Berlin, l'autre étant le C-82 Packet dont cinq exemplaires sont engagés du 14 septembre au 30 novembre, ; un C-97 Stratofreighter, d'une capacité légèrement inférieure à celle du C-74, sera également utilisé mais seulement en mai 1949, dans les derniers jours du blocus et après la fin de ce dernier,. Le 18 septembre, un an jour pour jour après la création de l'Air Force, l'équipage du C-74 réalise six allers-retours vers Berlin, transportant un total de 113 400 kg de charbon, établissant un nouveau record lors d'une utilisation par l'Arlift Task Force en accumulant 20 heures de vol de jour-là,,,. Selon le général William Tunner (en), chargé de l'organisation du pont aérien, 68 Globemaster peuvent effectuer le travail de 178 C-54 Skymaster ou de 899 C-47 Skytrain et seulement 180 membres d'équipage sont nécessaires là où il en faut 465 avec le C-54 ou 1 765 avec le C-47,. Selon les données présentées aux officiels du National Military Establishment, 60 Globemaster sont nécessaires pour acheminer 4 500 tonnes de fret sur une période de 30 jours avec une activité de huit heures par jour ; pour effectuer le même travail, 91 Douglas DC-6 ou 178 C-54 sont nécessaires.
Pendant la construction de Tegel Field, dans le secteur français de Berlin, de gros engins sont nécessaires pour construire de nouvelles pistes. Cependant, plusieurs de ces engins, dont un concasseur de roches, sont trop grands pour être chargés dans un avion, y compris dans le Globemaster. Pour pouvoir les transporter, les engins sont découpés au chalumeau sur la base de Rhein-Main avant d'être chargés dans le C-74 et envoyés à Gatow et y être réassemblés,,.
Après avoir été engagé pendant six semaines dans l'opération Vittles, le Globemaster retourne à Brookley AFB le 21 septembre,. Au cours de l'opération, l'Union soviétique se serait plainte que l'avion puisse être utilisé comme bombardier en larguant des bombes via la trappe du dessous. Deux autres facteurs ont notamment contribué au retrait de l'avion du pont aérien : les pistes non renforcées, non adaptés pour supporter le poids de l'avion et le fait que l'avion ne soit pas compatible pour l'utilisation régulière des couloirs aériens,. Les missions de soutien au pont aérien de Berlin réalisées par le C-74 sont remplacées par des vols réguliers entre les États-Unis et l'Allemagne de l'Ouest. Cette mission, appelée Goliath, consiste à transporter des moteurs de C-54 et des pièces détachées pour les avions utilisés pour le pont aérien,. Le fret arrive en Allemagne de l'Ouest et est transporté à Berlin dans des C-47 Skytrain et des C-54 Skymaster.
L'expérience acquise avec le pont aérien de Berlin démontre le besoin pour l'Air Force, nouvellement créée, de se doter d'avions de transport stratégique lourds, ce qui conduit au développement du Douglas C-124.

### Guerre de Corée
L'invasion de la Corée du Sud par la Corée du Nord en 1950 ouvre un nouveau chapitre à la carrière du C-74. Entre le 1er juillet et le mois de décembre 1950, les Globemaster effectuent plus de 7 000 heures de vol à destination d'Hawaï, transportant des troupes et des marchandises de première nécessité vers l'ouest, où se déroule la guerre de Corée, et reviennent aux États-Unis avec des soldats blessés.
Pendant sept mois entre juillet 1950 et janvier 1951, les Globemaster transportent 2 486 blessés, 550 passagers et 58 100 kg de fret depuis la base de Hickam, à Hawaï, vers la partie continentale des États-Unis, alors qu'ils transfèrent près de 450 000 tonnes de marchandises vers l'ouest. Les C-74 n'effectuent aucun vol vers le Japon, Okinawa ou la Corée du Sud. Ces chiffres, associés au fait que, depuis 1946, le C-74 a parcouru plus de six millions de kilomètres en 31 000 heures de vol sans qu'aucun membre d'équipage ou passager n'ait été blessé, témoignent de la fiabilité du Globemaster.

### Retrait du service

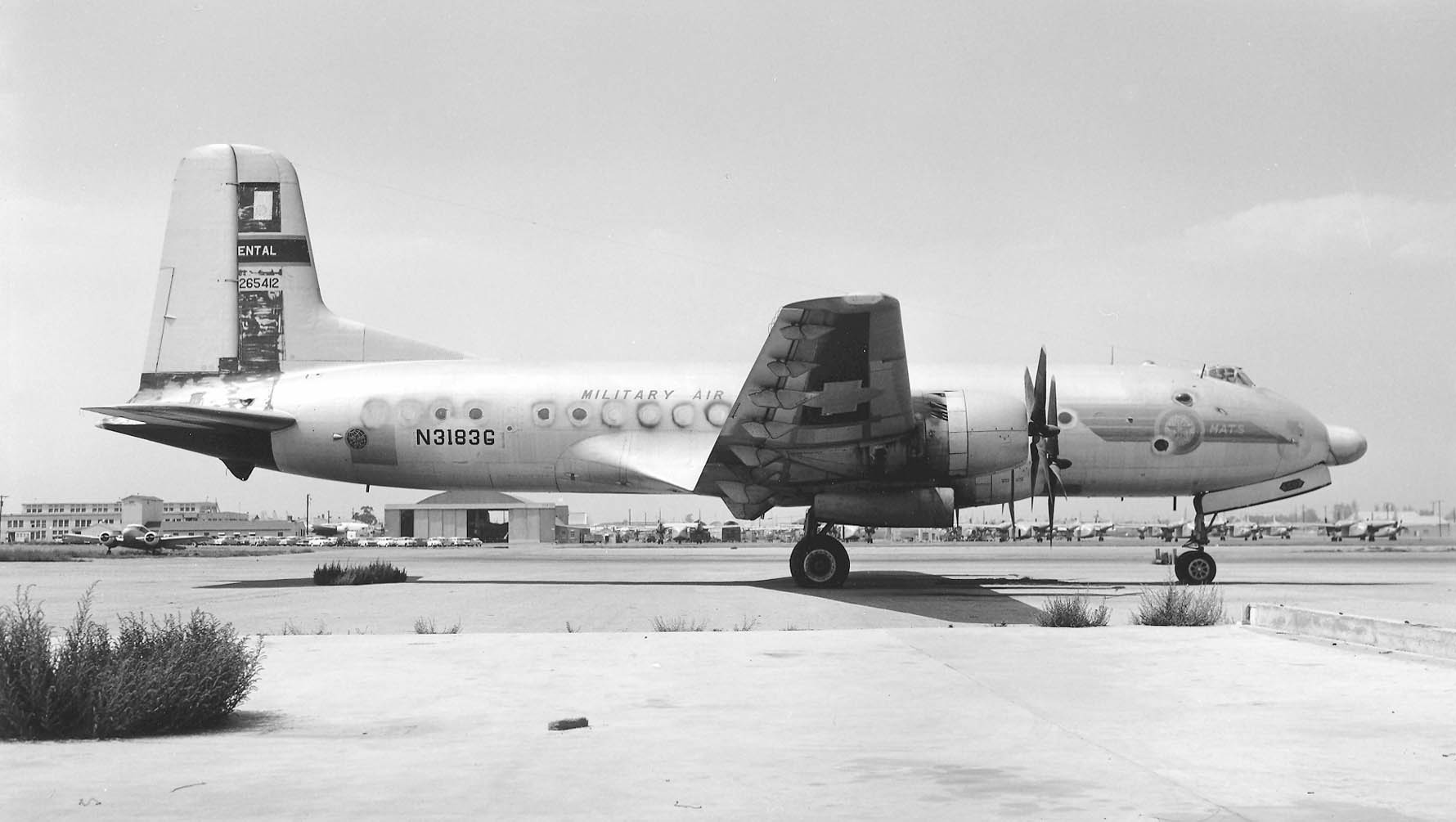
Le 42-65412, vendu sur le marché civil, vu à Long Beach en 1960.

En 1952, le C-74 commence à subir des pénuries de pièces de rechange et de plus en plus de problèmes de maintenance. À la fin de l'année 1954, il est reconnu que les composants du C-74 se détériorent plus rapidement que prévu et des plans sont envisagés pour retirer du service la flotte de Globemaster. En juin 1955, le 6th Air Transport Squadron (ATS) fusionne avec le 3rd ATS et poursuit les missisons avec les avions ; le 1er juillet, le 6th ATS (lourd) est désactivé et ses C-74, avec les équipages, sont transférés au 3rd ATS (lourd) du 1703rd Air Transport Group (ATG). Le 1er novembre 1955, les C-74 cessent de voler et sont stockés sur la base de Brookley dans l'attente d'instructions relatives à la disposition des appareils.
Au cours des trois premiers mois de 1956, les onze C-74 restants sont officiellement retirés de l'inventaire du Military Air Transport Service et sont envoyés sur la base de Davis-Monthan, en Arizona, pour y être stockés par le MASDC. Le colonel George Cassady, qui a accepté le premier C-74 dans l'Air Force, devenu depuis brigadier général, assiste à une conférence du commandant de la division continentale du MATS lorsqu'il est mis au courant du dernier vol du C-74. Cassady reçoit une autorisation spéciale pour piloter l'avion à cette occasion, ce qu'il fait le 31 mars 1956, sur un vol entre Brookley et Davis-Monthan,.
La plupart des C-74 stockés à Davis-Monthan sont mis à la ferraille en 1965, même si quatre appareils finissent sur le marché civil, la plupart achetés par Aeronaves de Panama. Le cinquième appareil construit, converti en YC-124, est exposé au National Museum of the United States Air Force jusqu'à ce qu'il soit détruit en 1969.

## Liste des appareils
| no de série | Serial   | Situation |
| ----------- | -------- | --- |
| 13913       | 42-65402 | Premier C-74 construit ; à son retrait, il est stocké au MASDC puis mis à la ferraille en 1965. |
| 13914       | 42-65403 | Détruit dans un accident au cours d'un vol d'essai le 5 août 1946. |
| 13915       | 42-65404 | L'appareil est vendu sur le marché civil et immatriculé N3182G. Utilisé par Aeronaves de Panama (HP-385) et surnommé « Heracles » par ses propriétaires, il effectue plusieurs vols en Europe et au Moyen-Orient mais s'écrase près de Marseille, en France, le 9 octobre 1963, alors qu'il transporte une trentaine de vaches avec trois vachers. Il entre en collision avec le sommet d'une colline de la chaîne de la Nerthe, huit kilomètres après son décollage de l'aéroport de Marignane, tuant les six personnes à bord et l'ensemble des bovins. Après l'accident, Aeronaves de Panama se voir retirer sa licence d'exploitation pour opérer depuis le Danemark et la compagnie fait faillite. Le vétérinaire James Herriot, qui a voyagé a bord de l'avion dans les mois précédant l'accident donne son témoignage. En surveillant l'état de santé d'une cargaison de 40 vaches et génisses de race jersiaise sur un vol entre Londres Gatwick et Istanbul, entre le 8 et le 9 août 1963, il remarque que des pneus sont lisses, que des instruments sont hors d'usage, qu'un treuil de chargement est bloqué et que le train d'atterrissage ne se rétracte pas correctement. Le moteur intérieur droit prend feu lord du vol et l'avion peine à franchir les Alpes lors du vol de retour vers Copenhague pour y être réparé. |
| 13916       | 42-65405 | Cellule d'essais statiques ; détruit au cours des essais de résistance structurale à Wright Field. |
| 13917       | 42-65406 | Converti en YC-124 Globemaster II, il est exposé après son retrait au musée United States Air Force, à Wright Field. Lorsque le musée déménage, il est trop grand pour être déplacé vers les nouveaux locaux et est détruit sur place. |
| 13918       | 42-65407 | Stocké au MASDC après son retrait, il est mis à la ferraille en 1965. |
| 13919       | 42-65408 | À la fin de sa carrière militaire, l'avion est vendu sur le marché civil le 24 mars 1959, à Akros Dynamic, et immatriculé N8199H. Il est envoyé à Cuba dans une tentative de le vendre au gouvernement de Fidel Castro. Par la suite, il est vendu à Aeronaves de Panama sous l'immatriculation HP-367 et effectue plusieurs vols entre l'Europe et le Moyen-Orient. Abandonné après la faillite de la compagnie, il est démantelé à Milan, en Italie, en août 1972 alors qu'il est le dernier Globemaster existant. |
| 13920       | 42-65409 | En 1956, l'avion est vendu sur le marché civil et immatriculé N3181G. Après avoir été remis en état à Oakland, en Californie, il est transféré à Aeronaves de Panama et reçoit l'immatriculation HP-379. Comme l'appareil précédent, il effectue des vols vers l'Europe et le Moyen-Orient, transportant souvent du bétail entre Copenhague et le Moyen-Orient. Il est abandonné à Milan en 1969 et apparaît dans le film L'or se barre, de Peter Collinson, sorti en 1969, peint aux couleurs d'une compagnie fictive chinoise qui livre de l'or à Fiat, à Turin. Par la suite déplacé vers l'aéroport de Turin, il prend feu le 11 juin 1970 alors qu'il est exposé au public, puis de nouveau trois mois plus tard, le 24 septembre lors de sa démolition, tuant deux ouvriers,. |
| 13921       | 42-65410 | Stocké au MASDC, il est détruit en 1965. |
| 13922       | 42-65411 | Stocké au MASDC, il est détruit en 1965. |
| 13923       | 42-65412 | L'appareil est vendu sur le marché civil en 1956 et immatriculé N3183G. À son retrait, il est stocké à Long Beach puis détruit en 1964. |
| 13924       | 42-65413 | Stocké au MASDC, il est détruit en 1965. |
| 13925       | 42-65414 | Stocké au MASDC, il est détruit en 1965. |
| 13926       | 42-65415 | Stocké au MASDC, il est détruit en 1965. |

Sources : Anthony J. Tambini, Joe Baugher, Jean-Louis Bléneau et William Patrick Dean.

## Caractéristiques techniques
Sources : Jane's all the World's Aircraft 1949-50, McDonnell Douglas aircraft since 1920.

### Équipage et dimensions

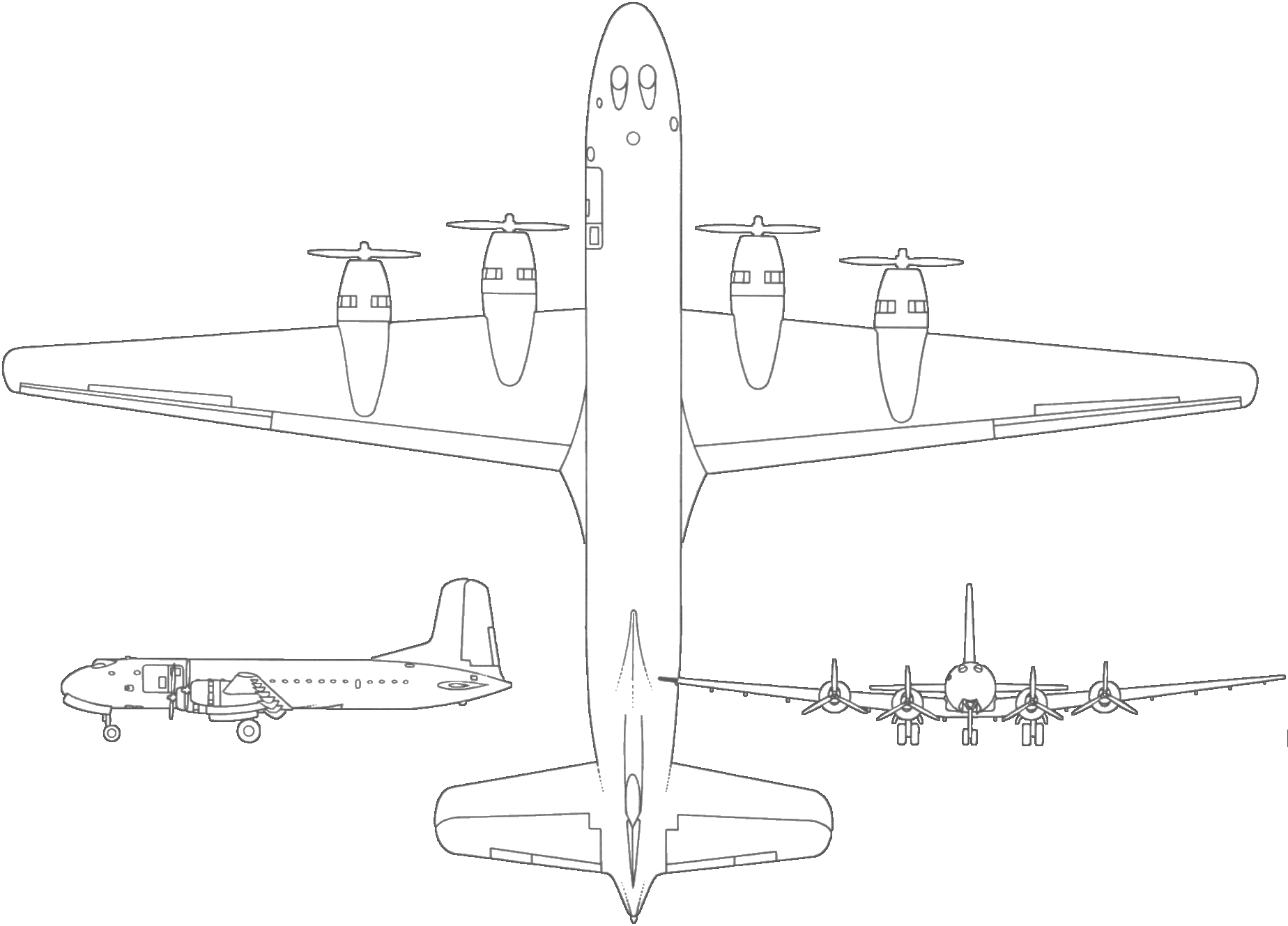
Plan 3-vues du C-74 Globemaster.

- Équipage : 6 membres (pilote, copilote, opérateur radio, navigateur, ingénieur de vol et technicien de chargement)
- Envergure : 52,81 m
- Longueur : 37,85 m
- Hauteur : 13,34 m
- Surface alaire : 233 m2

### Motorisation
- Moteurs : 4 moteurs en étoile de 28 cylindres, refroidis par air, Pratt & Whitney R-4360-49 Wasp Major
- Puissance : 3 250 ch (2 420 kW) par moteur ; 13 000 ch (9 680 kW) au total

### Masses
- Masse à vide : 39 087 kg
- Masse avec charge : 69 911 kg
- Masse maximale au décollage : 78 000 kg

### Performances
- Vitesse maximale : 528 km/h
- Plafond opérationnel : 6 500 m
- Vitesse ascensionnelle : environ 800 m/min
- Rayon d'action : 5 500 km
- Distance franchissable maximale : 11 670 km
- Charge alaire : 300 kg/m2

#### Ouvrages
- (en) Earl Berlin, Douglas C-124 Globemaster II, Simi Valley (Californie), Steve Ginter, coll. « Air Force Legends » (no 206), 2000, 153 p. (ISBN 0-94261-295-7 et 978-0-94261-295-0, OCLC 48671558, présentation en ligne).
- Jean-Louis Bléneau et Richard Ferrière (éditeur), Douglas C-74 Globemaster, 12 p. (présentation en ligne, lire en ligne).
- (en) William Patrick Dean, Ultra-Large Aircraft, 1940-1970 : The Development of Guppy and Expanded Fuselage Transports, Jefferson (Caroline du Nord), McFarland, 3 avril 2018, 312 p. (ISBN 978-1-4766-6503-0 et 1-4766-6503-6, présentation en ligne, lire en ligne).
- (en) René J. Francillon, McDonnell Douglas aircraft since 1920 [« Avions de McDonnell Douglas depuis 1920 »], Annapolis (Maryland), Naval Institute Press, 1990, 482 p. (ISBN 1-55750-550-0, EAN 9781557505507, présentation en ligne).
- (en) James Herriot, The Lord God Made Them All : The Classic Memoirs of a Yorkshire Country Vet, Londres (Royaume-Uni), Pan Macmillan, 17 mai 2012 (1re éd. 1981), 352 p. (ISBN 978-0-312-49834-4, 1-44722-438-8 et 978-1-44722-438-9, présentation en ligne, lire en ligne).
- (en) Tad Houlihan, Flying Cowboys, Bloomington (Indiana), AuthorHouse, 4 juillet 2004 (réimpr. 2024), 264 p. (ISBN 1-4184-2277-0, 1-4184-2278-9, 1-4140-7104-3 et 978-1-4184-2277-6, OCLC 69713704, LCCN 2004091137, présentation en ligne).
- (en) Wolfgang J. Huschke, The Candy Bombers : The Berlin Airlift, 1948/49 : the Technical Conditions and Their Successful Transformation, Berlin (Allemagne), BWV Verlag, 1er janvier 2008, 2e éd., 348 p. (ISBN 3-83051-484-0 et 978-3-83051-484-8, présentation en ligne, lire en ligne).
- (en) E.R. Johnson et Lloyd S. Jones, American Military Transport Aircraft Since 1925, Jefferson (Caroline du Nord), McFarland, 29 mars 2013, 488 p. (ISBN 978-0-7864-6269-8 et 0-7864-6269-8, présentation en ligne, lire en ligne).
- (en) Roger G. Miller, To Save a City : The Berlin Airlift 1948-1949, Washington (District de Columbia), Air Force History and Museums Program, août 1998, 132 p. (ISBN 1-60344-090-9 et 978-1-60344-090-5, présentation en ligne, lire en ligne).
- (en) Angelo Perone et Cecil L. Berthold, Research Memorandum for the Air Material Command, Army Air Forces : Aerodynamic Characteristics of a Portion of the Horizontal Tail from a Douglas C-74 Airplane with Fabric-Covered Elevators, Moffett Field (Californie), National Advisory Committee for Aeronautics, 6 mai 1947, 54 p. (présentation en ligne, lire en ligne).
- (en) Anthony J. Tambini et Adoplh Caso (rédacteur), Douglas Jumbo's : The Globemaster, Kerry (Irlande), Branden Publishing Company, 1999, 152 p. (ISBN 0-8283-2044-6 et 978-0-82832-044-3, présentation en ligne).
- (en) Stanley M. Ulanoff, MATS : The Story of the Military Air Transport Service, New York (États-Unis), The Moffa Press, 1964, 124 p. (présentation en ligne).
- (en) Nicholas M. Williams, Aircraft of the United States' Military Air Transport Service 1948 to 1966, Hinckley (Royaume-Uni), Midland, 1999, 192 p. (ISBN 1-85780-087-7 et 978-1-85780-087-6, présentation en ligne).

#### Articles
- (en) Nicholas M. Williams, « Bug-Eyed Monster : The Douglas Model 415A, the first Globemaster and DC-7 », Air Enthusiast, no 60,‎ novembre-décembre 1995, p. 40-53 (ISSN 0143-5450).
- (en) « Two New Douglas Transports Spark Air-Carrier Race », Aviation Week, New York (États-Unis), McGraw-Hill, vol. 44, no 10,‎ 2 octobre 1945, p. 108-110 & 254 (ISSN 0005-2175, lire en ligne, consulté le 21 février 2023).
- (en) « Aviation's 1947 Yearbook : Douglas C-74 Globemaster », Aviation Week, New York (États-Unis), McGraw-Hill, vol. 46, no 3,‎ 1er mars 1947, p. 84 (ISSN 0005-2175, lire en ligne, consulté le 7 février 2023).
- (en) « Plane Production Starts to Climb », Aviation Week, New York (États-Unis), McGraw-Hill, vol. 49, no 21,‎ 22 novembre 1948, p. 12-13 (ISSN 0005-2175, lire en ligne, consulté le 5 juillet 1948).
- (en) Robert Hotz, « MATS Proves Unification Case », Aviation Week, New York (États-Unis), McGraw-Hill, vol. 51, no 5,‎ 1er août 1949, p. 17-18 (ISSN 0005-2175, lire en ligne, consulté le 5 juillet 2024).
- (en) Joseph S. Stocker, « Test Pilot », Boys' Life, Irving (Texas), Boy Scouts of America, vol. 38, no 8,‎ août 1948, p. 9 & 30 (ISSN 0006-8608, lire en ligne, consulté le 9 février 2019).
- (en) Nicholas M. Williams, « Globemaster : The Douglas C-74 », Journal of the American Aviation Historical Society, vol. 25, no 2,‎ été 1980.